# 착융
착융(笮融, ? ~ 195년)은 중국 후한 말의 정치가 · 종교 지도자로, 양주 단양군 사람이다. 서주에서 불교 세력을 펼쳤다.

## 행적
처음에는 도겸을 섬겨 광릉·팽성·하비에 양식을 실어나르는 일을 감독하였다. 그러나 수송 업무를 끊고 함부로 사람을 죽이며 물자를 착복하였으며, 불교 사원을 크게 일으켰다. 사원은 누각이 겹겹이 있고 각도를 만들어, 3천 명이 들어갈 수 있었다. 또 황금으로 사람의 형상을 만들어, 비단 옷을 입혔다. 근처 지방에서 불교에 관심이 있는 자들로 불경을 듣고 불교를 받아들이게 하니 그 수효는 5천 명에 이르렀다. 매번 욕불할 때마다 엄청난 비용을 들여 술과 음식을 많이 차리고 수십 리 길에 자리를 깔아 두니 1만 명이 와서 보고 먹었다.
조조가 도겸을 치자 서주 일대가 소란해졌다. 착융은 당시 하비상이었는데, 남녀 1만 명과 말 3천 필을 거느리고 광릉으로 도주했다. 광릉태수 조욱은 착융을 손님으로 대접했으나, 착융은 광릉의 재물을 탐하여 조욱이 술 취한 사이 죽이고 병사를 풀어 왕창 털어 광릉을 떠났다.
흥평 2년(195년), 팽성상 설례와 함께 양주자사 유요를 맹주로 받들고 있었는데 원술이 손책을 보내 유요를 치게 했다. 설례는 말릉성을 지키고, 착융은 현 남쪽에 주둔했다. 손책은 먼저 착융을 공격했고, 착융은 맞서 싸웠으나 이롭지 못하여 성으로 들어가 나오지 않았다. 손책이 번능과 싸우다 화살에 상처를 입었는데, 착융은 손책이 죽었다는 말을 곧이듣고 장수 우자(于慈)를 보내 손책을 치게 했다가 크게 졌다. 착융이 다시 견고히 농성하니 손책은 착융은 내버려두고 유요를 공격하여 완전히 무찔렀다. 유요가 도주하다가 예장으로 향해 팽택에 주둔하자 착융은 이를 좇았다.
착융은 설례와 예장태수 주호(朱皓)를 죽이고 예장군을 점거했다. 《헌제춘추》(獻帝春秋)에 따르면, 당시 예장에서는 후한 조정이 임명한 태수 주호와 유표가 임명한 태수 제갈현이 대립하고 있었다. 유요는 주호를 지원해, 주호가 남창(南昌)에 들어가고 제갈현은 서성으로 물러났었다. 유요는 착융에게 주호를 도와 제갈현을 토벌하게 했는데, 착융은 주호를 속여 죽였다.
착융은 공격해 온 유요를 한 번 물리쳤으나, 유요가 다시 공격해 오자 패배하여 도주했다가 백성들에게 살해당했다.

## 《삼국지연의》의 착융
유요의 부하 장수로 등장하며, 유요를 섬기기 전의 행적은 나타나지 않는다. 곡아 전투에서 장영이 손책에게 깨져 우저를 잃고 돌아오자, 장영을 죽이려는 유요를 설례와 함께 겨우 말렸다. 유요가 손책에게 지고 예장으로 달아날 때 따라가, 이후로는 등장하지 않는다.

## 같이 보기
- 삼국지 인물 목록
- 진수 (서진)
- 배송지